# Fère-Champenoise
Fère-Champenoise is een gemeente in het Franse departement Marne (regio Grand Est). De plaats maakt deel uit van het arrondissement Épernay. Fère-Champenoise telde op 1 januari 2022 2.181 inwoners.

## Geografie
De oppervlakte van Fère-Champenoise bedroeg op 1 januari 2022 65,89 vierkante kilometer; de bevolkingsdichtheid was toen 33,1 inwoners per km².

## Demografie
Onderstaande figuur toont het verloop van het inwonertal (bron: INSEE-tellingen).